# Tayshaneta paraconcinna
Espèce
Synonymes
- Neoleptoneta paraconcinna Cokendolpher & Reddell, 2001

Tayshaneta paraconcinna est une espèce d'araignées aranéomorphes de la famille des Leptonetidae.

## Distribution
Cette espèce est endémique du Texas aux États-Unis. Elle se rencontre dans des grottes et en surface dans les comtés de Bell, Blanco, Burnet, Travis et de Williamson.

## Publication originale
- Cokendolpher & Reddell, 2001 : Cave spiders (Araneae) of Fort Hood, Texas, with descriptions of new species of Cicurina (Dictynidae) and Neoleptoneta (Leptonetidae). Texas Memorial Museum Speleological Monograph, vol. 5, p. 35-55 (texte intégral).